# Dorfkirche Triestewitz

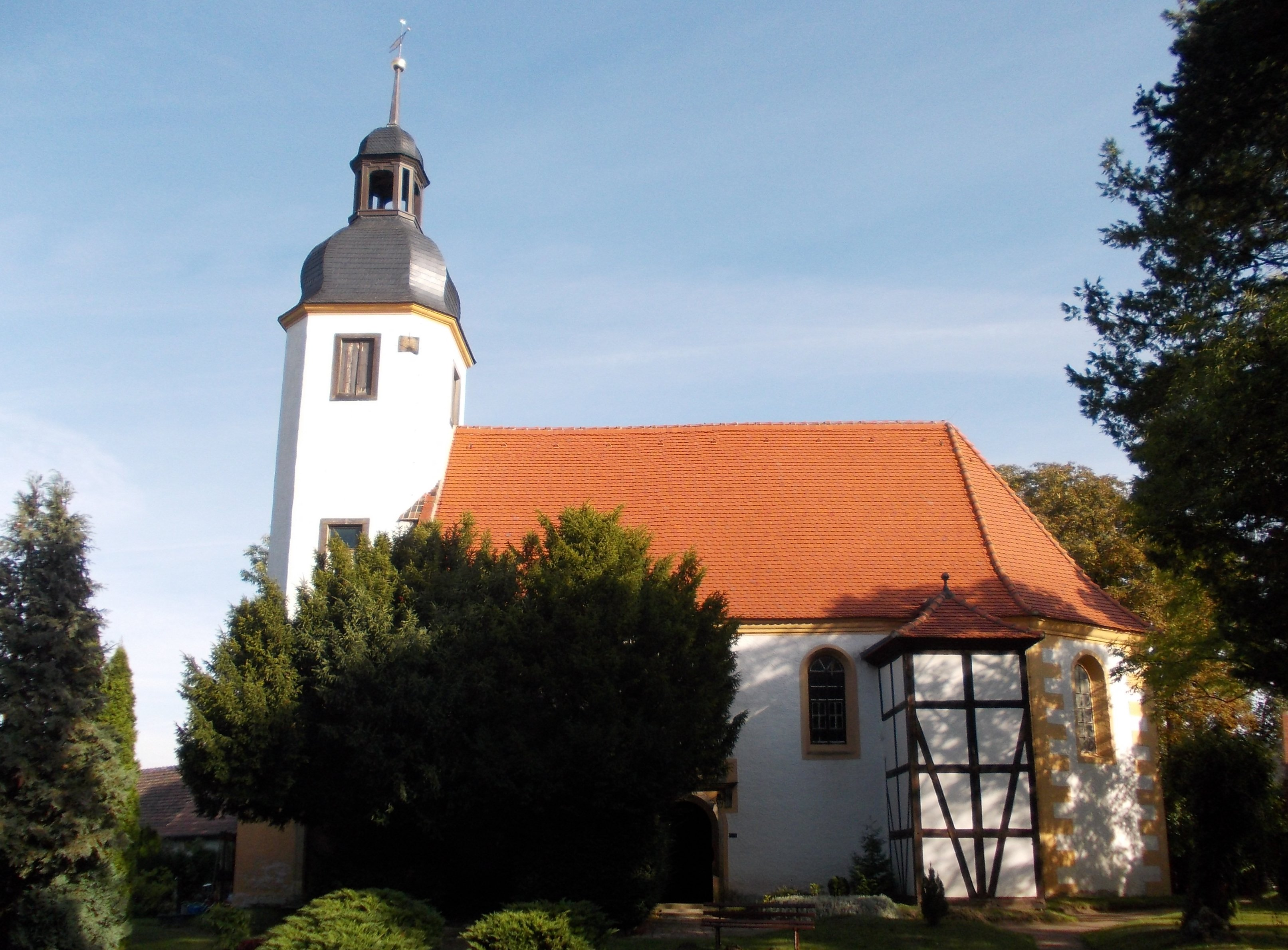
Dorfkirche Triestewitz

Die evangelische Dorfkirche Triestewitz ist eine Saalkirche der Renaissance im Ortsteil Triestewitz von Arzberg im Landkreis Nordsachsen in Sachsen. Sie gehört zum Pfarrbereich Belgern-Beilrode im Kirchenkreis Torgau-Delitzsch der Evangelischen Kirche in Mitteldeutschland und kann in der Regel nicht besichtigt werden.

## Geschichte und Architektur

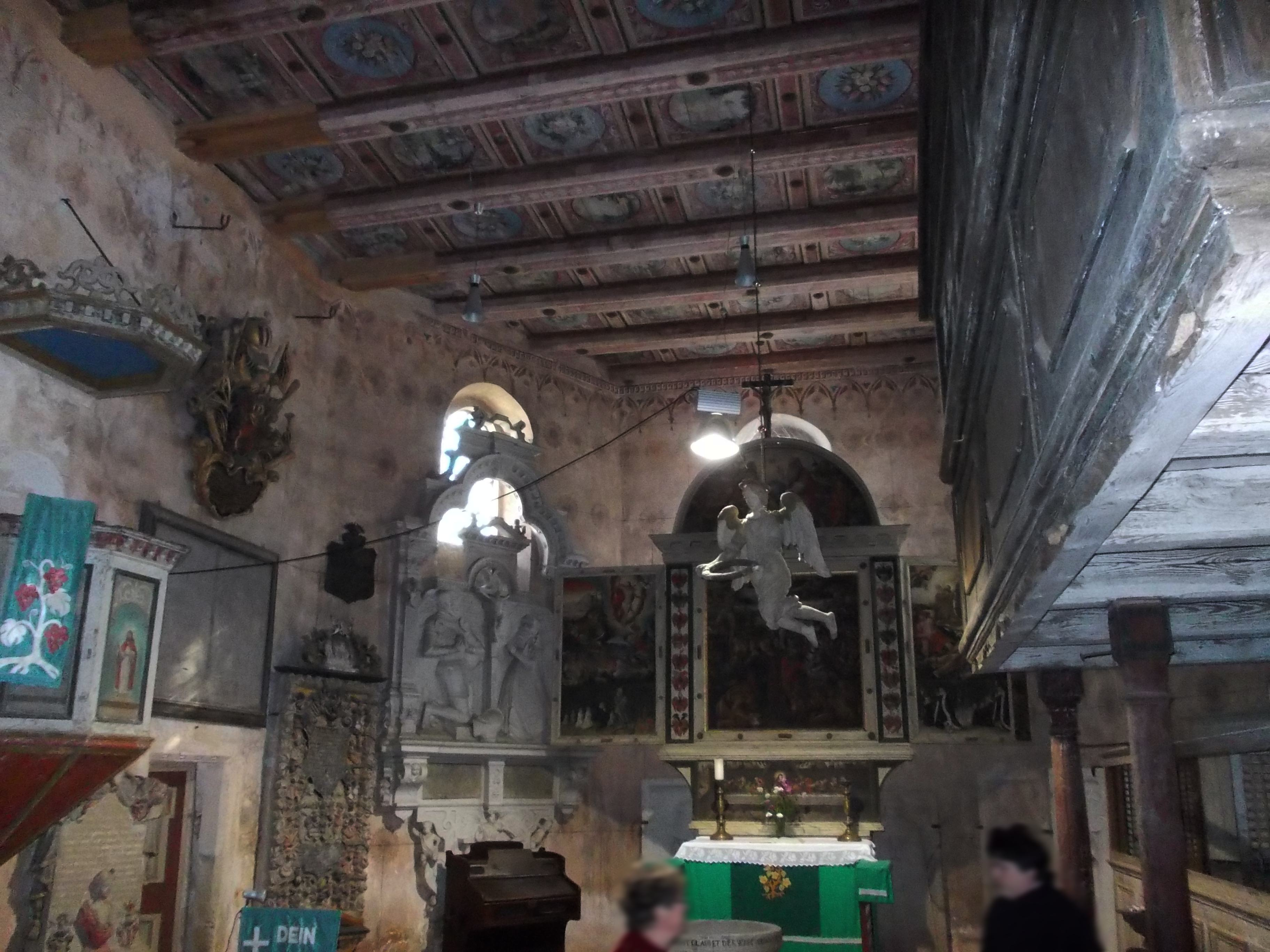
Innenansicht

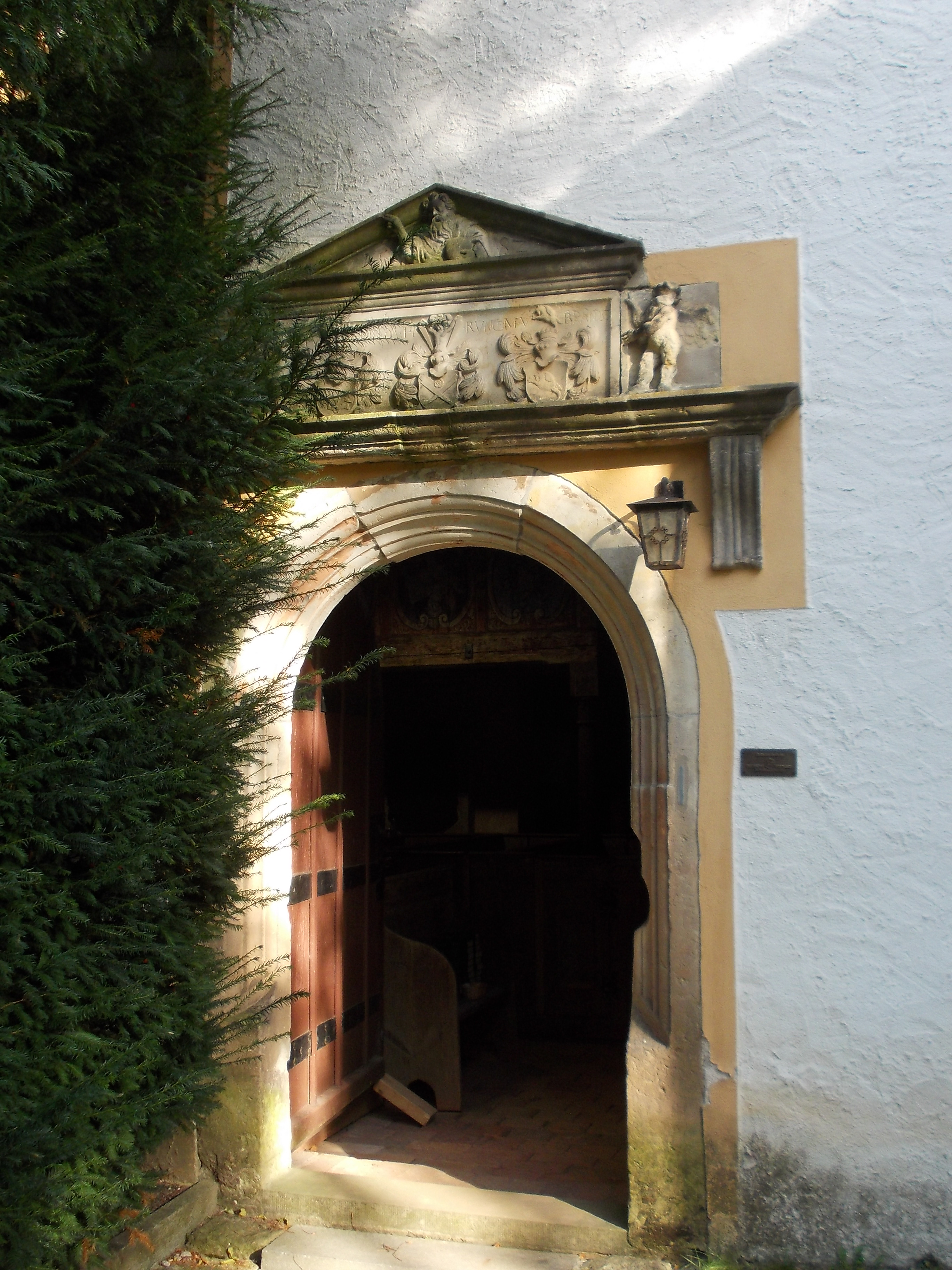
Portal

Die Saalkirche von 1582 ist ein anschauliches Beispiel für eine reich ausgestattete Patronatskirche; sie erhielt im 17. Jahrhundert Anbauten. Das Bauwerk ist ein verputzter Bruchsteinbau mit Dreiachtelschluss. Die Sakristei und die Gruft sind an der Nordseite angebaut; ein kleiner Fachwerkturm führt an der Südseite zu den Logen. Über dem einfach profilierten Südportal ist ein von Putten flankiertes Wappenfeld mit der Jahreszahl 1582 im Giebelaufsatz angeordnet. Der Westturm über quadratischem Grundriss ist im Obergeschoss oktogonal ausgebildet, mit einer geschweiften Haube als Abschluss und einem großen Wappenstein über dem Portal.
Im Innern ist das Bauwerk durch die reiche Bemalung der Holzbalkendecke, der umlaufenden, im Norden zweigeschossigen Empore und des Gestühls mit biblischen Szenen und Blumen in Rocaillerahmung aus dem 18. Jahrhundert geprägt.

## Ausstattung
Die Ausstattung stammt überwiegend aus der Bauzeit. Das Hauptstück ist ein großer gemalter Flügelaltar, der 1871 unter Hinzufügung der Predellenmalerei mit der Abendmahlsszene restauriert wurde. Im Hauptfeld ist eine figurenreiche Kreuzigung zu sehen, flankiert von den Wappen der Familie Runge. Auf den Flügeln ist die Auferstehung, die Ölbergszene und die Stifterfamilie dargestellt; die Außenseiten zeigen Heiligenfiguren, im Auszug ist die Heilige Dreifaltigkeit zu sehen.
Die Kanzel zeigt Darstellung von Christus und den Evangelisten; der Taufstein ist mit vier reliefierten Wappen an den Kuppa geschmückt. Schlichte Patronatslogen sind an der Westwand der Gruft und an der Südseite angebracht, dort mit ornamental bemalter Tonnendecke.
Zahlreiche, teils figürlich und aufwändig gestaltete Grabdenkmäler der Familien Runge und Hartitzsch sind in Stein gearbeitet und stammen aus dem 16.–18. Jahrhundert; im nördlichen Anbau sind Reste wappenverzierter Sarkophage aus dem 17. Jahrhundert erhalten.